# Simon Spitzweg
Simon Spitzweg (* 17. Oktober 1776 in Unterpfaffenhofen; † 1. Dezember 1828 in München) war ein deutscher Kaufmann und Großbürger. Der Vater des Malers Carl Spitzweg regte die Gründung des ersten Mädchengymnasiums in München an.

## Leben
Simon Spitzweg stammte aus einer wohlhabenden Familie aus Unterpfaffenhofen bei Fürstenfeldbruck. Sowohl sein Vater (* 1753) als auch sein Großvater (* 1706; † 1758) hatten Simon Spitzweg geheißen und waren Wirtsleute und Posthalter in Unterpfaffenhofen gewesen. Spitzwegs Mutter Anna, geborene Kirchmaier (* 1750 in Unterbrunn; † 1825 in Unterpfaffenhofen) stammte aus einer Försterfamilie.
Der aufstrebende Kaufmann Simon Spitzweg ließ sich in München nieder, wo er 1804 das Bürgerrecht erhielt. Am 30. Juni 1804 heiratete er in der Münchner Frauenkirche Franziska Schmutzer (* 8. Oktober 1782 in München; † 7. Mai 1818 in München), die Tochter eines reichen Früchtegroßhändlers aus dem Münchner Großbürgertum. Eigenes und angeheiratetes Vermögen ermöglichten es Spitzweg, ein Haus an der Ecke Neuhauserstraße und Eisenmanngasse zu kaufen, wo er seine Firma „Tuch-, Wollen-, Baumwollen-, Seiden- und Spezereinwaren, Kommission und Spedition“ eröffnete.
Der Tuch- und Gewürzhändler Simon Spitzweg gehörte zur gesellschaftlich höchsten bürgerlichen Schicht in der Residenzstadt des jungen bayerischen Königreichs. Die war, wie Spitzweg und seine Frau, zu jener Zeit noch fast durchwegs katholisch, auch wenn seit 1801 in Bayern Niederlassungsfreiheit unabhängig von der Konfession galt. Spitzweg beherrschte mehrere Sprachen, war Beisitzer am Münchner Handelsgericht und Mitglied des Magistrats, später dessen Vorsteher. 1818 wählte ihn die Stadt München als ihren Vertreter im Bayerischen Landtag.
1819 regte Simon Spitzweg als Magistratsrat die Einrichtung der ersten höheren Schule für Mädchen in München an. „Unstreitig kleiden Kenntnisse die Frau ebenso gut als den Mann…“, schrieb er in seinem Antrag der „Lokal-Schul-Commission“ an die königliche Regierung, „die Errichtung einer Höheren Töchterschule betreffend“. Die 1822 eröffnete Schule ist die Vorläuferin des heutigen Luisengymnasiums in München.

## Familie
Franziska und Simon Spitzweg bekamen drei Söhne: Der älteste Sohn Simon Spitzweg (* 1. April 1805; † 28. April 1829 in Kairo an der Pest) sollte Kaufmann werden und später das väterliche Geschäft übernehmen. Für den mittleren Sohn Carl Spitzweg (* 5. Februar 1808; † 23. September 1885) war der Beruf des Apothekers vorgesehen, er wurde später Maler. Eduard Spitzweg – der jüngste Sohn (* 20. April 1811; † 1884 in München) – sollte Arzt werden. Bei einer solchen Berufsverteilung – so die Vorstellung des Vaters – könnten die Brüder einander gut zuarbeiten.
Carl Spitzweg erinnerte sich später an einen strengen, erfolgreichen „Übervater“, der seinen Söhnen wenig Freiheiten ließ, für Künstlerisches wenig Verständnis hatte und Widerspruch nicht duldete.
Nach dem frühen Tod seiner ersten Frau Franziska heiratete Simon Spitzweg noch im selben Jahr deren Schwester Kreszentia Schmutzer. Sie war die Alleinerbin des Schmutzerschen Unternehmens, das damit in der Familie blieb.
Simon Spitzweg starb am 1. Dezember 1828 in München. Seine Witwe heiratete 1831 den Kaufmann Hermann Neunerdt.